# グラマード
『グラマード』（Glamoured）は、アメリカ合衆国のジャズ・ボーカリスト、カサンドラ・ウィルソンが2003年に発表したスタジオ・アルバム。

## 背景
一部の曲は故郷のミシシッピ州ジャクソンで録音され、そのセッションの後、ウィルソンはファブリッツィオ・ソッティにプロデュースを依頼して、ニューヨークで残りの曲を録音した。なお、ドラマーのテリ・リン・キャリントンはニューヨークでのセッションのみ参加し、「アイ・ウォント・モア」のソングライティングにも貢献した。

## 反響・評価
アメリカでは、総合アルバム・チャートのBillboard 200入りは逃したが、『ビルボード』のジャズ・アルバム・チャートでは2位、トップ・ヒートシーカーズでは16位に達した。フランスのアルバム・チャートでは4週トップ200入りし、最高96位を記録した。
Thom Jurekはオールミュージックにおいて5点満点中4点を付け、全体像に関して「アルバムの半分を占めるウィルソンのオリジナル曲は、批判の余地のないカヴァー曲にも劣らぬほど刺激的で魅力的である」と評し、マディ・ウォーターズのカヴァー「ハニー・ビー」とアビー・リンカーンのカヴァー「スロー・イット・アウェイ」を聴き所として挙げている。Larry Blumenfeldは『エンターテインメント・ウィークリー』誌のレビューでAマイナスを付け「切迫感のある"I Want More"、ヒップホップ的な"What Is It?"を筆頭に、オリジナル曲が優れている」と評している。また、『CDジャーナル』のミニ・レビューでは「アーシーな味わいの故郷ミシシッピでの録音と、洗練されたNY録音という2つのタイプの楽曲が楽しめるが、どちらにも彼女らしさが横溢しているところがすごい」と評されている。

## 収録曲
特記なき楽曲はカサンドラ・ウィルソンとファブリッツィオ・ソッティの共作。
1. フラジャイル（英語版） - "Fragile" (Sting) - 4:37
2. スライト・オブ・タイム - "Sleight of Time" - 4:12
3. アイ・ウォント・モア - "I Want More" (Cassandra Wilson, Fabrizio Sotti, Terri Lyne Carrington) - 4:21
4. イフ・ラヴィング・ユー・イズ・ロング - "If Loving You Is Wrong" (Homer Banks, Carl Hampton, Raymond Jackson) - 5:29
5. レイ・レディ・レイ - "Lay Lady Lay" (Bob Dylan) - 5:08
6. クレイジー - "Crazy" (Willie Nelson) - 3:02
7. ホワット・イズ・イット - "What Is It?" - 3:19
8. ヘヴン・ノウズ - "Heaven Knows" (C. Wilson) - 5:06
9. ハニー・ビー - "Honey Bee" (Muddy Waters) - 4:48
10. ブロークン・ドラム - "Broken Drum" (C. Wilson) - 4:14
11. オン・ジス・トレイン - "On This Train" - 4:37
12. スロー・イット・アウェイ - "Throw It Away" (Abbey Lincoln) - 4:36

### 日本盤ボーナス・トラック
1. アロウ・ミー - "Allow Me" - 4:31

## 参加ミュージシャン
- カサンドラ・ウィルソン - ボーカル、アコースティック・ギター
- ファブリッツィオ・ソッティ - ギター(on #1, #2, #3, #4, #7, #8, #11, #13)
- ブランドン・ロス - ギター(on #5, #6, #9, #10)、バンジョー(on #9)
- レジナルド・ヴィール（英語版） - アコースティック・ベース(on #1, #2, #3, #5, #6, #7, #8, #10, #12, #13)
- カルヴィン・ジョーンズ - アコースティック・ベース(on #5, #9)
- テリ・リン・キャリントン - ドラムス(on #1, #2, #3, #7, #8, #10, #13)
- ハーリン・ライリー - ドラムス(on #4, #9)、ウォッシュボード(on #9)
- ジェフリー・ヘインズ - パーカッション(#12を除く全曲)
- グレゴア・マレ - ハーモニカ(on #2, #3)